# Foum Toub
Foum Toub (în arabă فم الطوب) este o comună din provincia Batna, Algeria.
Populația comunei este de 6.025 de locuitori (2008).